# Краснобрюхий каменный дрозд
Краснобрюхий каменный дрозд (лат. Monticola rufiventris) — птица из семейства мухоловковых (Muscicapidae).

## Описание

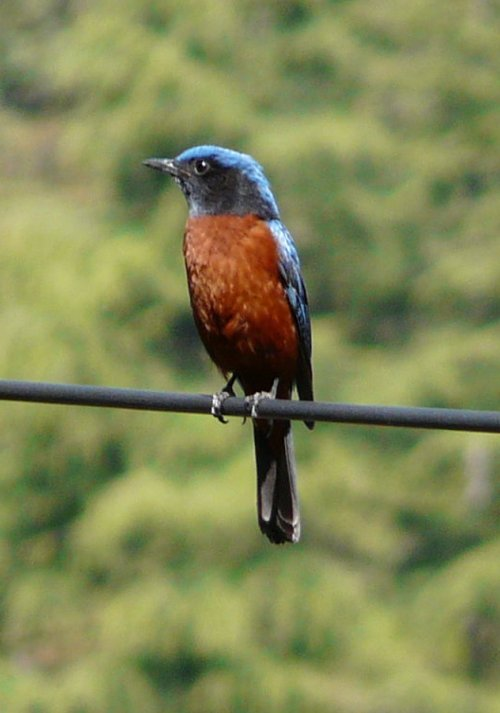
Самец краснобрюхого каменного дрозда

Длина краснобрюхого каменного дрозда в среднем примерно 23 см, а вес от 48 до 61 грамма.
Внешне каштановобрюхий каменный дрозд схож с синешапочным каменным дроздом, но в отличие от него крылья у самцов каштановобрюхого каменного дрозда голубовато-синего цвета и не имеют белого пятна. У самцов сверху голова синевато-голубого цвета, снизу, начиная от глаз тёмно-синего, чёрноватого цвета. Брюшная сторона тела у самцов ярко-каштанового цвета. Надхвостье и хвост синевато-голубого цвета. Самки в основном серовато-коричневые со светлыми, слегка желтоватыми пестринами на брюшной стороне тела.

## Распространение
Краснобрюхий каменный дрозд обитает в северных районах Индийского субконтинента. В основном обитает в Бангладеш, Бутане, Индие, Тибете, Лаосе, Китае, Мьянме, Непале, Пакистане, Таиланде и Вьетнаме.
Естественная среда обитания этой птицы — умеренные леса.

## Образ жизни
Краснобрюхий каменный дрозд питается в основном насекомыми и их личинками, особенно жуками, кузнечиками и сверчками. Также иногда ест земляных червей, ягоды, мелких ящериц и лягушек.
Краснобрюхие каменные дрозды обычно живут одни или в парах. Сезон гнездования проходит с апреля по июль. В строительстве гнезда участвуют оба родителя. Гнезда строят в виде платформы из веток с чашеобразной полостью, которая может быть сделана из сухой травы, мха, листьев или сосновых иголок. Гнёзда обычно располагают в расщелинах скал, между корнями деревьев или в дуплах. В кладке обычно от 3 до 5 яиц. Насиживанием яиц занимается исключительно самка.